# George Sotiropoulos
George Sotiropoulos (9 de julio de 1977) es un artista marcial mixto australiano que compite actualmente en la categoría de peso ligero. Fue el entrenador del equipo australiano en The Ultimate Fighter: The Smashes.

## Carrera de artes marciales mixtas

### Ultimate Fighting Championship
El 8 de diciembre de 2007, Sotiropoulos derrotó a Billy Miles en la final del The Ultimate Fighter 6 por sumisión en la primera ronda.
Sotiropoulos se enfrentó a Roman Mitichyan el 2 de abril de 2008 en UFC Fight Night 13. Sotiropoulos ganó la pelea por nocaut técnico en la segunda ronda.

#### Baja al peso ligero
El 8 de agosto de 2009, Sotiropoulos bajo al peso ligero y se enfrentó a George Roop en UFC 101. Sotiropoulos ganó la pelea por sumisión en la segunda ronda.
Sotiropoulos se enfrentó a Jason Dent el 21 de noviembre de 2009 en UFC 106. Sotiropoulos ganó la pelea por sumisión en la segunda ronda.
El 21 de febrero de 2010, Sotiropoulos se enfrentó a Joe Stevenson en UFC 110. Sotiropoulos ganó la pelea por decisión unánime. Tras el evento, ambos peleadores ganaron el premio a la Pelea de la Noche.
Sotiropoulos se enfrentó a Kurt Pellegrino el 3 de julio de 2010 en UFC 116. Sotiropoulos ganó la pelea por decisión unánime.
Sotiropoulos se enfrentó a Joe Lauzon el 20 de noviembre de 2010 en UFC 123. Sotiropoulos ganó la pelea por sumisión en la segunda ronda. Tras el evento, ambos peleadores ganaron el premio a la Pelea de la Noche.
El 27 de febrero de 2011, Sotiropoulos perdió por decisión unánime ante Dennis Siver en UFC 127
El 2 de julio de 2011, Sotiropoulos se enfrentó a Rafael dos Anjos en UFC 132. Sotiropoulos perdió la pelea por nocaut en la primera ronda.
Sotiropoulos se enfrentó a Ross Pearson el 15 de diciembre de 2012 en UFC on FX 6. Sotiropoulos perdió la pelea por nocaut técnico en la tercera ronda.

Sotiropoulos se enfrentó a K.J. Noons el 19 de octubre de 2013 en UFC 166. Sotiropoulos perdió la pelea por decisión unánime.
El 18 de diciembre de 2013, Sotiropoulos fue despedido de la UFC.

## Vida personal
Sotiropoulos tiene una licenciatura en negocios en banca y finanzas y esta diplomado como asociado de negocios en comercio internacional por la Universidad de Victoria en Melbourne, Australia. Antes de competir en las artes marciales mixtas, trabajó en el sector financiero. George se casó con su esposa Cliona el 16 de agosto de 2009, en la ciudad de Nueva York. En la actualidad reside en Vancouver, Washington.

## Campeonatos y logros
- Ultimate Fighting Championship
  - Pelea de la Noche (Dos veces)

## Récord en artes marciales mixtas
| Resultado | Récord | Oponente           | Método                              | Evento                               | Fecha                   | Ronda | Tiempo | Localización                     | Notas                 |
| --------- | ------ | ------------------ | ----------------------------------- | ------------------------------------ | ----------------------- | ----- | ------ | -------------------------------- | --------------------- |
| Derrota   | 14–7   | Mike Ricci         | Decisión (unánime)                  | Titan FC 29: Ricci vs. Sotiropoulos  | 22 de agosto de 2014    | 3     | 5:00   | Fayetteville, Carolina del Norte |                       |
| Derrota   | 14–6   | K.J. Noons         | Decisión (unánime)                  | UFC 166                              | 19 de octubre de 2013   | 3     | 5:00   | Houston, Texas                   |                       |
| Derrota   | 14–5   | Ross Pearson       | TKO (golpes)                        | UFC on FX: Sotiropoulos vs. Pearson  | 15 de diciembre de 2012 | 3     | 0:41   | Gold Coast                       |                       |
| Derrota   | 14–4   | Rafael dos Anjos   | KO (golpe)                          | UFC 132                              | 2 de julio de 2011      | 1     | 0:59   | Las Vegas, Nevada                |                       |
| Derrota   | 14–3   | Dennis Siver       | Decisión (unánime)                  | UFC 127                              | 27 de febrero de 2011   | 3     | 5:00   | Sídney                           |                       |
| Victoria  | 14–2   | Joe Lauzon         | Sumisión (kimura)                   | UFC 123                              | 20 de noviembre de 2010 | 2     | 2:43   | Auburn Hills, Michigan           | Pelea de la Noche.    |
| Victoria  | 13–2   | Kurt Pellegrino    | Decisión (unánime)                  | UFC 116                              | 3 de julio de 2010      | 3     | 5:00   | Las Vegas, Nevada                |                       |
| Victoria  | 12–2   | Joe Stevenson      | Decisión (unánime)                  | UFC 110                              | 21 de febrero de 2010   | 3     | 5:00   | Sídney                           | Pelea de la Noche.    |
| Victoria  | 11–2   | Jason Dent         | Sumisión (armbar)                   | UFC 106                              | 21 de noviembre de 2009 | 2     | 4:35   | Las Vegas, Nevada                |                       |
| Victoria  | 10–2   | George Roop        | Sumisión (kimura)                   | UFC 101                              | 8 de agosto de 2009     | 2     | 1:59   | Philadelphia, Pennsylvania       | Debut en Peso Ligero. |
| Victoria  | 9–2    | Roman Mitichyan    | TKO (golpes)                        | UFC Fight Night: Florian vs. Lauzon  | 2 de abril de 2008      | 2     | 2:24   | Broomfield, Colorado             |                       |
| Victoria  | 8–2    | Billy Miles        | Sumisión (rear-naked choke)         | The Ultimate Fighter 6 Finale        | 8 de diciembre de 2007  | 1     | 1:36   | Las Vegas, Nevada                |                       |
| Victoria  | 7–2    | Jung Hwan-cha      | Sumisión (armbar)                   | Spirit MC 11: Invasion               | 22 de abril de 2007     | 2     | 3:27   | Seúl                             |                       |
| Derrota   | 6–2    | Shinya Aoki        | Descalificación (golpe en la ingle) | Shooto                               | 14 de octubre de 2006   | 2     | 0:05   | Yokohama                         |                       |
| Victoria  | 6–1    | Shigetoshi Iwase   | Decisión (unánime)                  | Kokoro: Kill Or Be Killed            | 15 de agosto de 2006    | 2     | 5:00   | Tokio                            |                       |
| Victoria  | 5–1    | Kyle Noke          | Decisión (unánime)                  | Warriors Realm 5                     | 25 de febrero de 2006   | 5     | 5:00   | Sídney                           |                       |
| Victoria  | 4–1    | Sergio Lourenco    | Decisión (unánime)                  | FFCF 5: Unleashed                    | 27 de enero de 2006     | 3     | 5:00   | Mangilao                         |                       |
| Derrota   | 3–1    | Kyle Noke          | Decisión (dividida)                 | Warriors Realm 4                     | 2 de julio de 2005      | 3     | 5:00   | Sídney                           |                       |
| Victoria  | 3–0    | Marcio Bittencourt | Sumisión (rear-naked choke)         | K-1 Challenge 2004 Oceania vs. World | 18 de diciembre de 2004 | 1     | 3:30   | Gold Coast                       |                       |
| Victoria  | 2–0    | Kelly Jacobs       | Sumisión (armbar)                   | Warriors Realm 2                     | 10 de diciembre de 2004 | 1     | 4:12   | Southport                        |                       |
| Victoria  | 1–0    | Gavin Murie        | Sumisión (armbar)                   | XFC 6: Ultimate Fighting Returns     | 20 de noviembre de 2004 | 1     | 1:28   | Southport                        |                       |